# 빌리 배스게이트
《빌리 배스게이트》(영어: Billy Bathgate)는 미국에서 제작된 로버트 벤턴 감독의 1991년 전기 갱스터 영화이다. 더스틴 호프먼 등이 출연하였고, 알린 도너번 등이 제작에 참여하였다.

## 줄거리
1935년 브롱크스에 사는 아일랜드계 10대 소년 빌리 배스게이트는 유대계 조직 폭력배 더치 슐츠의 눈에 띄어 그의 밑에 들어가는 한편 첫사랑을 경험하게 된다.

## 출연진
- 더스틴 호프먼
- 니콜 키드먼
- 로런 딘
- 브루스 윌리스
- 스티븐 힐
- 스탠리 투치
- 마이크 스타
- 스티브 부세미
- 존 코스텔로
- 스티븐 조이스
- 로버트 F. 콜즈베리
- 프랜시스 콘로이
- 모이라 켈리
- 케빈 코리건
- 잰더 버클리
- 폴 허먼
- 캐서린 호턴

## 기타 제작진
- 배역: 하워드 퓨어
- 미술: 퍼트리치아 본브랜던스타인
- 의상: 조지프 G. 올리시

## 반응
이 영화는 복합적인 평가를 받았다. 리뷰 애그리게이터 웹사이트 로튼 토마토에서는 평론가 리뷰 24편을 바탕으로 38%의 지지도를 얻었다. 시네마스코어의 투표는 A+에서 F에 이르는 영화 등급 중 C+를 부여했다.

## 우리말 녹음
KBS 성우진 (1995년 12월 10일)
- 배한성 - 더치 슐츠(더스틴 호프먼)
- 김승준 - 빌리 배스게이트(로런 딘)
- 정미숙 - 드루(니콜 키드먼)
- 이정구 - 보(브루스 윌리스)
- 김병관
- 탁원제
- 김준
- 김익태
- 성창수
- 문관일
- 김일
- 서광재
- 조진숙
- 한호웅